# Ludgershall
Ludgershall (engelskt uttal: [ˈlʌɡərʃɔːl]) är en småstad och civil parish i grevskapet Wiltshire i södra England. Staden ligger i enhetskommunen Wiltshire, cirka 24 kilometer nordost om Salisbury. Tätorten (built-up area) hade 5 390 invånare vid folkräkningen år 2021. Ludgershall nämndes i Domedagsboken (Domesday Book) år 1086, och kallades då Litlegarsele.